# Bains arabes de Ronda
 (juin 2023).
Si vous disposez d'ouvrages ou d'articles de référence ou si vous connaissez des sites web de qualité traitant du thème abordé ici, merci de compléter l'article en donnant les références utiles à sa vérifiabilité et en les liant à la section « Notes et références ».
Les Bains arabes de Ronda (aussi connus sous le nom de Bains arabes de San Miguel), sont un ancien hammam situé à Ronda en Andalousie. Il s'agit de l'adaptation musulmane des anciens thermes romains et l'édifice comporte les mêmes salles (salle froide, tempérée et chaude, hypocauste et caldera et salle de réception). Cependant, à la différence des thermes romains, dans lesquels les bains se réalisent par immersion dans de grandes piscines, les hammams musulmans sont fondamentalement des bains de vapeur.

## Histoire
Les hammams sont enracinés dans la culture islamique, c'est pourquoi ils prolifèrent tant en milieu urbain qu'en milieu rural, en raison de la double fonction du bain arabe : élément du rituel religieux (ablutions) d'une part, et foyer de vie sociale d'autre part. 
Les bains de Ronda comportent trois salles voûtées percées d'ouvertures en forme d'étoile.

## Organisation

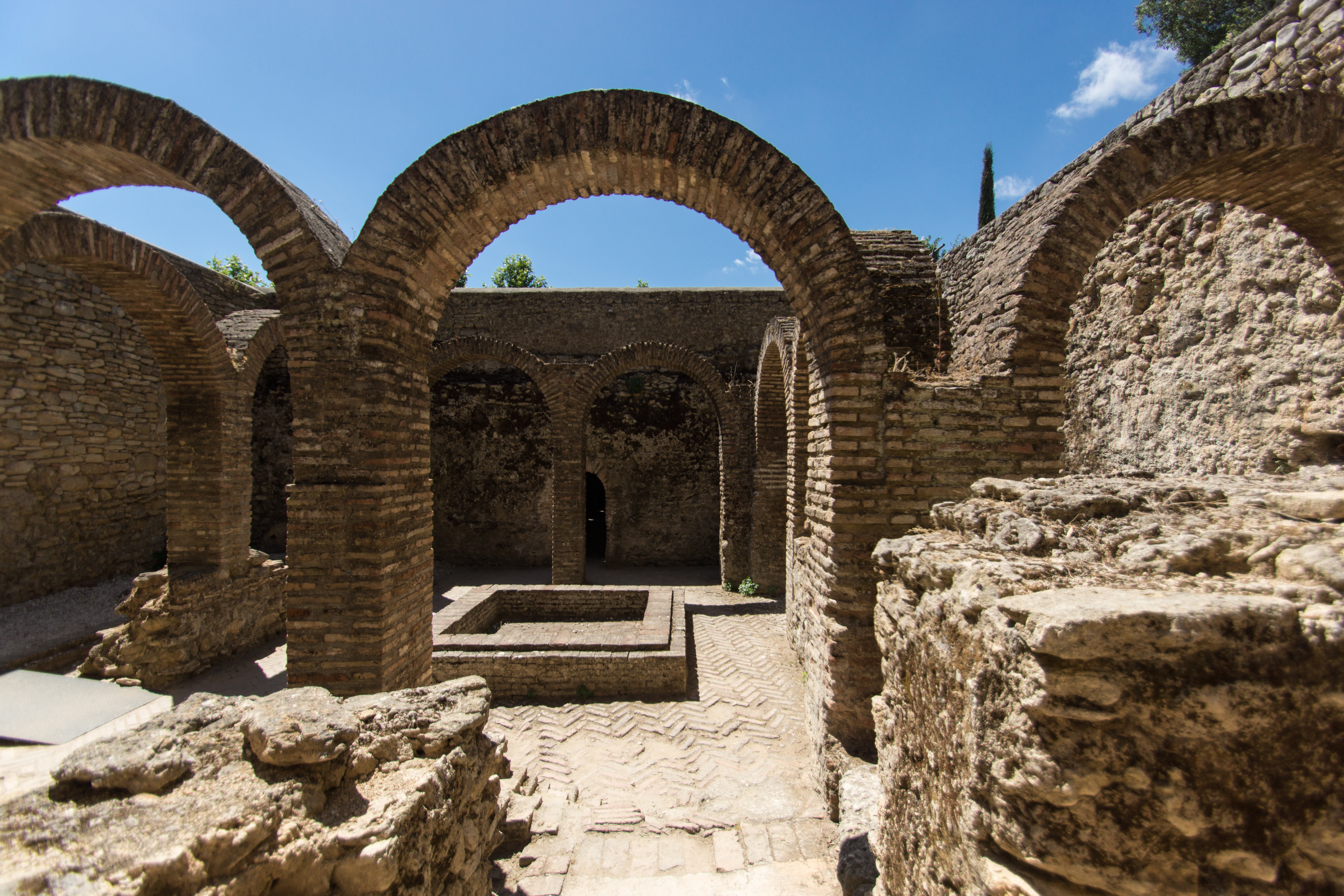
Bains arabes

Leur organisation se basait sur deux éléments essentiels : le captage d'eau et sa distribution interne. Pour faciliter l'accès à la première, a été bâtie une noria, machine hydraulique située près du ruisseau des Culebras et de la rivière Guadalevín. L'eau était amenée, à travers un petit aqueduc, aux bains. Ensuite l'eau était distribuée par voie souterraine (par l'hypocauste) aux salles chaude et tempérée, cette dernière de vastes dimensions. La vapeur se produisait ensuite en lançant des seaux d'eau sur le sol chaud de ces deux pièces.